# HMS Malaya (01)
El HMS Malaya (01) fue un acorazado de clase Queen Elizabeth de la Royal Navy. Construido por Armstrong Whitworth & Co. en High Walker y botado en marzo de 1915, recibía su nombre en honor a los Estados Federados de Malasia, en la Malasia británica, cuyo gobierno pagó su construcción.

## Primera Guerra Mundial
En la Primera Guerra Mundial sirvió en el 5.° Escuadrón de Batalla de la Gran Flota, y tomó parte de la batalla de Jutlandia el 31 de mayo de 1916, disparando 215 proyectiles de 381 mm y encajando 8 impactos de gran calibre que le causaron daños menores, incendios, numerosas vías de agua y 217 bajas. Las reparaciones concluyeron el 26 de julio de 1916 .
En 1922 el Malaya transportó al último sultán de Imperio otomano Mehmed VI al exilio.

## Segunda Guerra Mundial
El comienzo de la guerra de 1939 le sorprendió en el Mediterráneo. Tras realizar labores de protección en el mar Rojo y en el Atlántico Norte, se distinguió como buque escolta a los convoyes de Malta y los que hacían la ruta de Ciudad del Cabo-Freetown, como miembro de la Fuerza H con base en Gibraltar, en una ocasión, su presencia en un convoy fue suficiente para que los acorazados alemanes Scharnhorst y Gneisenau se retiraran siguiendo las órdenes de Hitler de no entablar combate directo con los buques principales. 
Fue alcanzado por un torpedo disparado por el U-106 el 20 de marzo de 1941, que le provocó una escora de 7 grados, tras lo cual hubo de acudir a los astilleros navales de Nueva York a efectuar reparaciones, que lo mantuvieron fuera del servicio hasta el 28 de julio. Siguió en misiones de escolta en el Atlántico Central y Meridional (hasta el Cabo) hasta que pasó a situación de reserva en julio de 1943, debido a su mal estado de mantenimiento y a la necesidad de la Royal Navy de contar con tripulaciones adiestradas para otros navíos con ocasión de la batalla de Sicilia. 
Dado de baja el 3 de diciembre de 1943, regresó al servicio activo en junio, con ocasión del desembarco de Normandía ante las bajas del HMS Warspite y del HMS Nelson. En septiembre llevó a cabo su última acción de guerra, bombardeando a las baterías alemanas en St Malo.
Regresó a Portsmouth, donde fue dado de baja el 15 de mayo de 1945. Finalmente, fue desguazado en abril de 1948.